# Then He Kissed Me
Then He Kissed Me är en poplåt komponerad av Phil Spector, Ellie Greenwich och Jeff Barry. Den spelades in av The Crystals med Dolores "LaLa" Brooks som huvudsångare och lanserades på singel 1963. Låten har en typisk "wall of sound"-produktion av Phil Spector.
1965 spelades låten in under titeln Then I Kissed Her av The Beach Boys med Brian Wilson som producent till skivan Summer Days (And Summer Nights!!). I april 1967 släpptes denna version på singel i Europa där den blev en hit i flera länder.
Andra artister som spelat in låten är Martha and the Vandellas på albumet Heat Wave, Sonny & Cher på albumet Look at Us och hårdrockgruppen Kiss på albumet Love Gun.
Låten blev 2004 listad som #493 i magasinet Rolling Stones lista The 500 Greatest Songs of All Time, men när listan gjordes om 2010 fanns låten inte med längre. Pitchfork Media listade låten som #18 på sin lista över "The 200 Greatest Songs of the 1960s".

## Listplaceringar, The Crystals
| Lista (1963)   | Position                              |
| -------------- | ------------------------------------- |
| Frankrike      | 32                                    |
| Irland         | 3                                     |
| Storbritannien | 2                                     |
| Sverige        | 15 (Kvällstoppen)                     |
| Sverige        | - (Testad på Tio i topp, ej inröstad) |
| USA            | 6 (Billboard Hot 100)                 |
| Västtyskland   | 46                                    |

## Listplaceringar, The Beach Boys
(samma källor används till dessa placeringar som The Crystals där inget annat anges)
| Lista (1967)   | Position         |
| -------------- | ---------------- |
| Danmark        | 7 (DR "Top 20")  |
| Finland        | 16               |
| Irland         | 4                |
| Nederländerna  | 3                |
| Norge          | 10               |
| Nya Zeeland    | 6 (NZ Listner)   |
| Sverige        | 4 (Kvällstoppen) |
| Sverige        | 2 (Tio i topp)   |
| Storbritannien | 2                |
| Västtyskland   | 39               |